# Porta della Loggia
La Porta della Loggia è stata una porta cittadina con arco trionfale di Messina, opera di Giacomo Del Duca del 1589 e distrutta dal terremoto del 1783.

## Storia
Le porte di Messina prima del terremoto del 1783 erano numerose. Nel 1589 venne realizzata la Porta della Loggia (che ricorda la Loggia de' Negozianti) su progetto di Giacomo Del Duca. Venne costruita per commemorare la Loggia de' Negozianti.

## Descrizione
Essa si trovava a sinistra della Loggia dei Mercanti con la fontana del Nettuno di fronte affiancata dalla Palazzata di Messina. Dalla porta della Loggia si impartiva l'attuale via della Loggia dei Mercanti.

## Galleria d'immagini

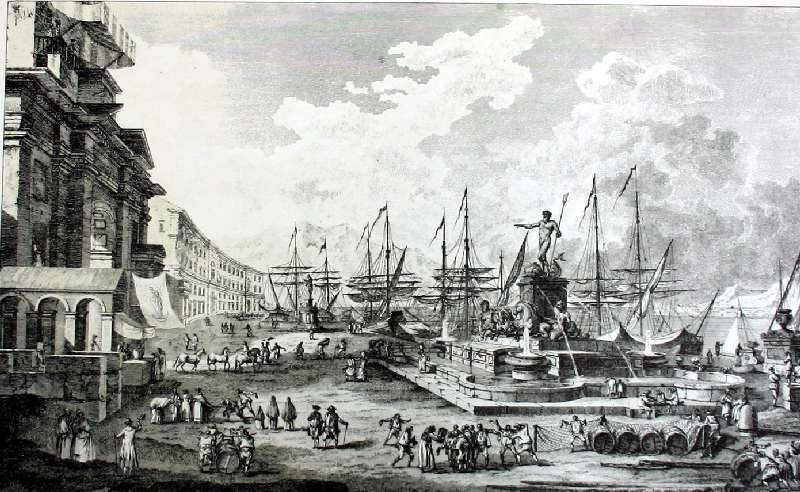
Porta della Loggia
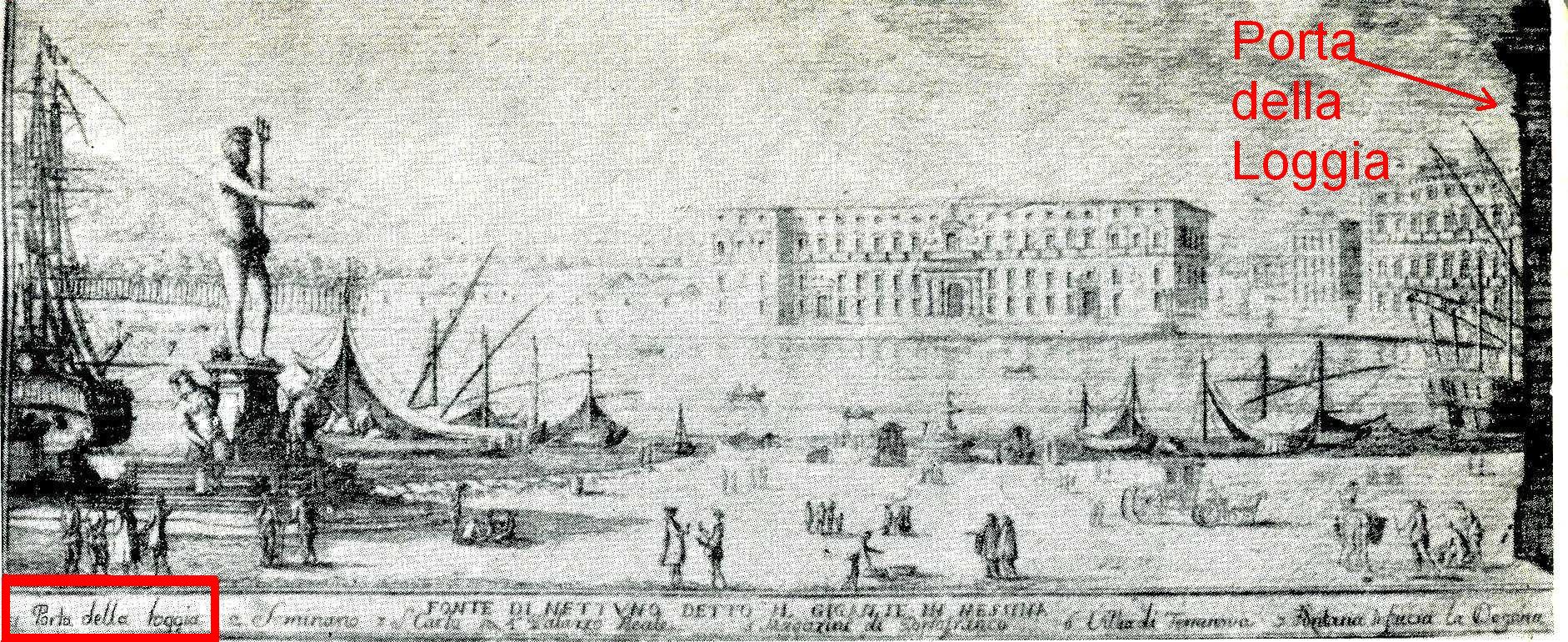
Porta della Loggia
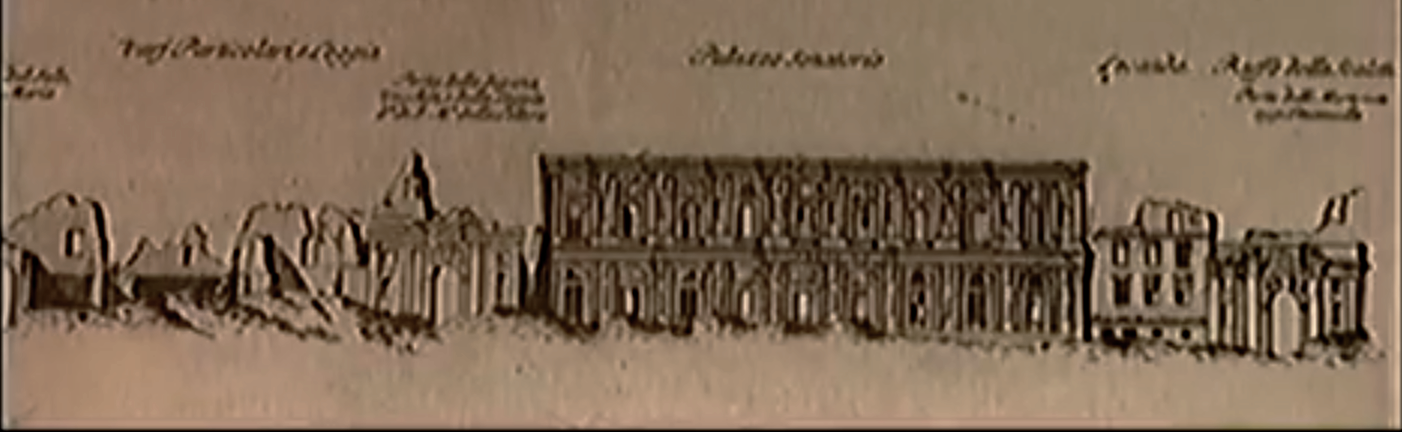
Porta della Loggia, distrutta dal Terremoto del 1783